# NitrolympX

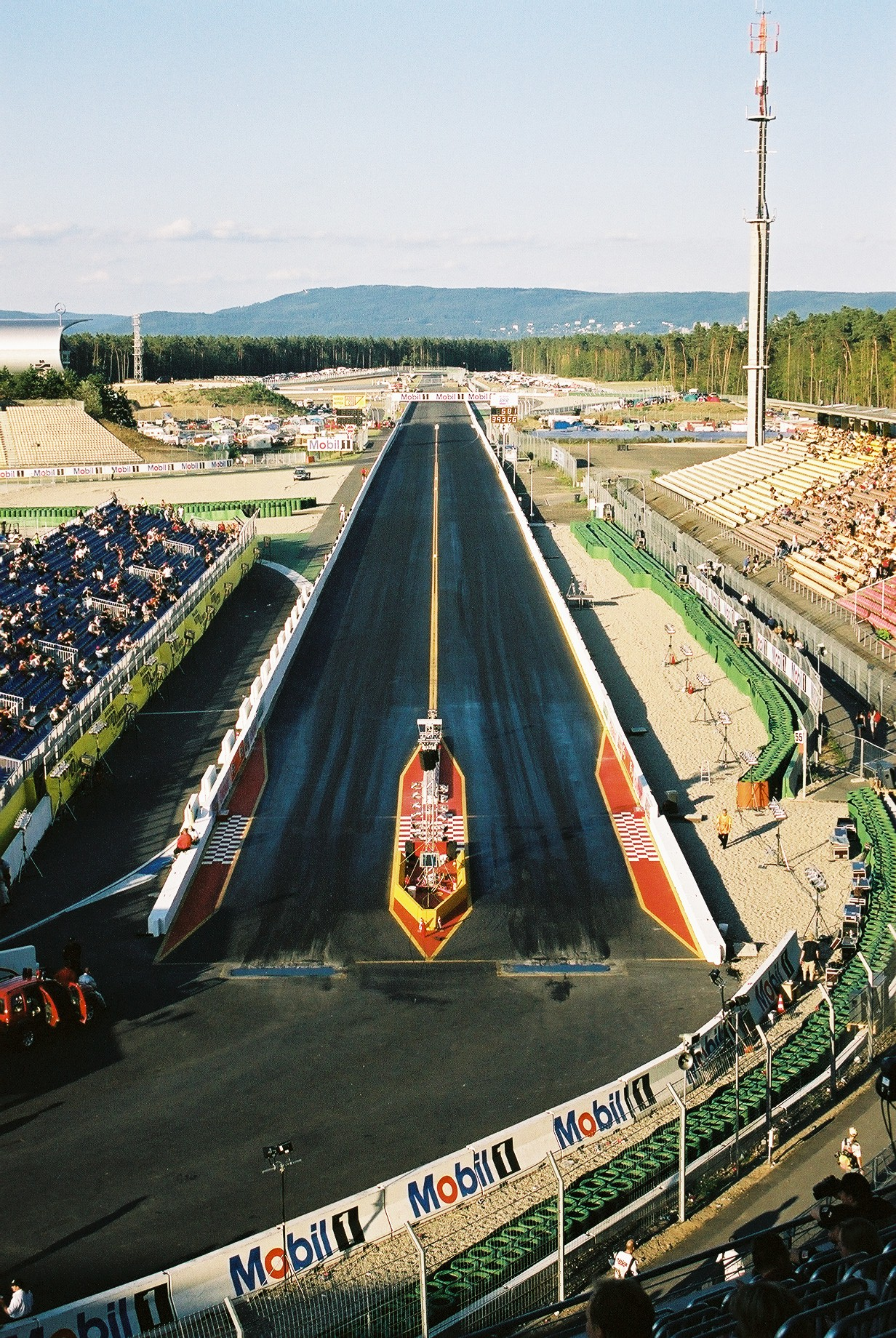
„Rico Anthes Quartermile“

Die NitrOlympX (Eigenschreibweise des Veranstalters) – Abkürzung „NOX“ (bis 2002 Nitrolympics) ist eine Drag-Racing-Veranstaltung, die seit 1986 jährlich im August auf dem Hockenheimring ausgetragen wird. Der Name nimmt Bezug auf den Treibstoff Nitromethan der „Top-Fuel“-Klassen und die Olympischen Spiele. Um mögliche Rechtsstreitigkeiten zu vermeiden, wurde die Schreibweise und das Logo 2003 geändert. Von 1986 bis 2007 wurden die Events von einem eigenständigen Organisationsteam veranstaltet. Ab 2008 übernahm die Hockenheim-Ring GmbH die Gesamtorganisation.
Bis 1988 wurde nur über die 1/8-Meile auf der Zielgeraden, entgegen der sonst üblichen Fahrtrichtung gefahren. Danach über die 1/4-Meile (402,34 m), aus dem Motodrom hinaus in die damals noch vorhandene Waldgerade Richtung Ostkurve (ebenfalls wieder entgegen der sonst üblichen Fahrtrichtung). Diese Dragsterrennstrecke, die mit flüssigem Kleber für optimale Haftung präpariert wird, wurde beim Streckenumbau 2002 näher zu den Tribünen hin verlegt, und 2008, nach dem langjährigen Veranstalter, in „Rico Anthes Quartermile“ umbenannt.
Ab 1991 kam mit der Night-Show am Samstagabend ein Unterhaltungselement mit in das Programm, welches sich seitdem zu einem der Höhepunkte der Veranstaltung entwickelte. Es gibt, neben (ungewerteten) Showläufen unter Flutlicht (die aber zu Rennbedingungen stattfinden), verschiedene Motorrad-Artisten, StuntCar-Fahrer und Jetdragster-Vorführungen. Es werden pro Jahr etwa 50.000 Zuschauer gezählt, somit sind die NitrOlympX nicht nur die größte Veranstaltung dieser Art auf dem europäischen Kontinent, sondern auch außerhalb der USA.
Die Läufe bei den NitrOlympX werden für die so genannten „Pro-Klassen“ als Teil der jeweiligen FIA-Dragster-Europameisterschaften bei den Automobilen, bzw. der UEM-(seit 2013 „FIM Europe“) Europameisterschaften bei den Motorrädern gewertet. Die Ergebnisse der Sportsmanklassen fließen in verschiedene Punktwertungen ein, zum Beispiel des DMSB und des DMV.
Der Veranstaltungsort wird am Wochenende vor den NitrOlympX auch für die kleinere Veranstaltung „Public Race Days“ genutzt, bei der Amateure mit regulären Straßenfahrzeugen (so genanntes „Run what you brung“), aber auch Pro-Teams, zur Abstimmung ihrer Fahrzeuge für die NOX, an den Start gehen können. Die starke Benutzung der Strecke, und der Gummiauftrag durch Burn-Outs fließen dabei in die Präparation der Strecke ein.

## Rekorde
1994 wurde der seit 1938 in Deutschland bestehende Spitzengeschwindigkeitsrekord von 432,7 km/h, gehalten von Rudolf Caracciola auf Mercedes-Benz, von dem deutschen Fahrer Rico Anthes mit seinem Top Fuel Dragster auf die neue Rekordmarke von 447 km/h verbessert. Es gilt aber zu berücksichtigen, dass die beiden Werte nur bedingt miteinander zu vergleichen sind, da Caracciola seine Zeit über den „fliegenden Kilometer“ auf einer gesperrten, aber unpräparierten Autobahn fuhr, während Anthes sein Resultat „aus dem Stand über die Viertelmeile“ (402 Meter) auf einer geklebten Strecke erzielte.
Ein „großer Schritt vorwärts“ für das europäische Drag Racing war die „Erste 4er Zeit Europas“, die der für das Peter Lantz Team angetretene Schwede Kent Persson bei den Nitrolympics 1997 mit 4,98 Sekunden (Top Speed 472,87 km/h) erzielte.
Aktuelle Bestmarken:
Cars (Top Fuel Dragster / 1000 ft):
E.T.: Anita Mäkelä (FIN) / 3,879 s (2019)
Top Speed: Anita Mäkelä (FIN) / 507,38 km/h (2019)
Bikes (Top Fuel Bike / 1320 ft):
E.T.: Rikard Gustafsson (SWE) / 5,918 s (2018)
Top Speed: Rikard Gustafsson (SWE) / 400,70 km/h (2018)

(Stand Okt.2020) 

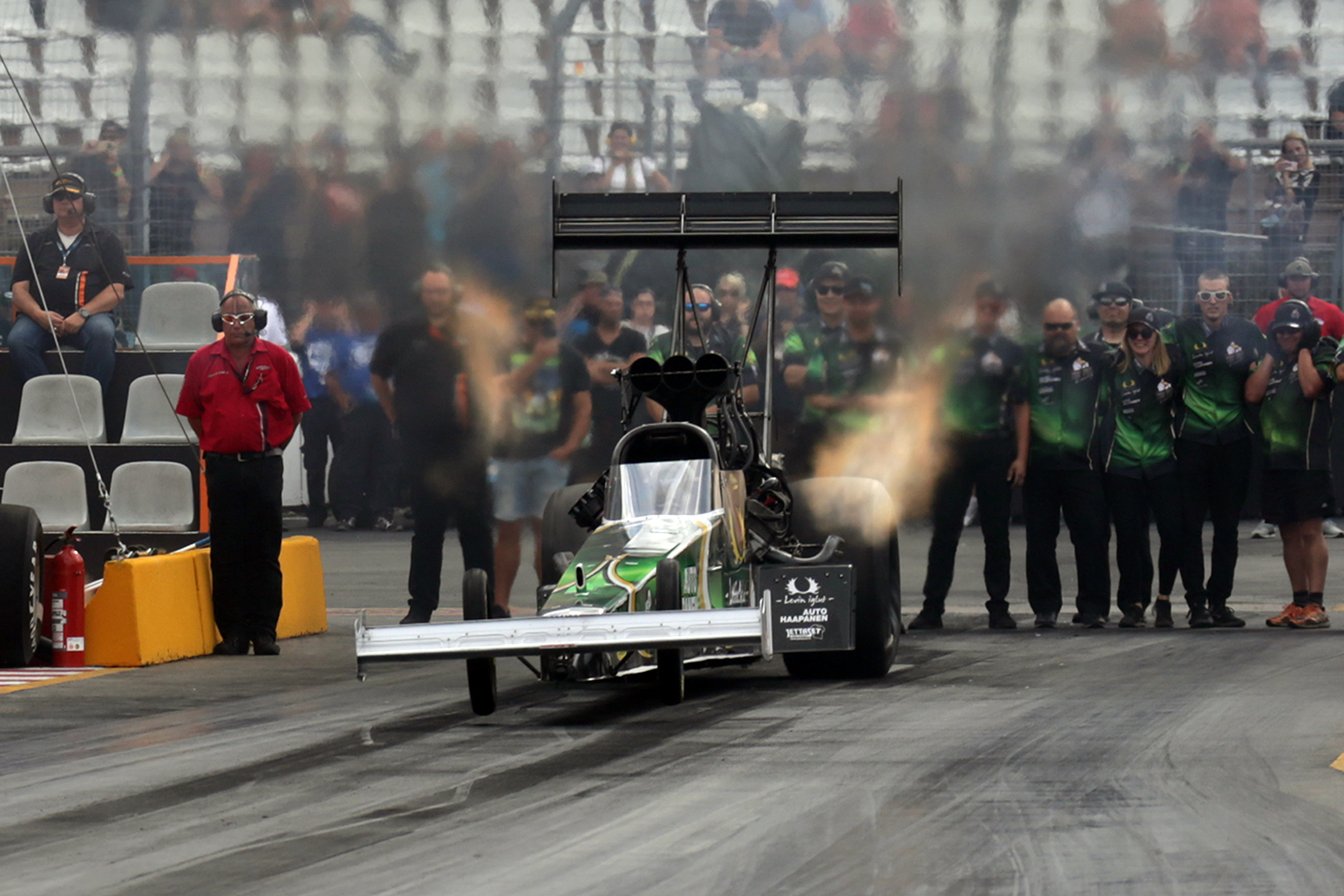
Startender Top Fuel Dragster (Anita Mäkelä / FIN)
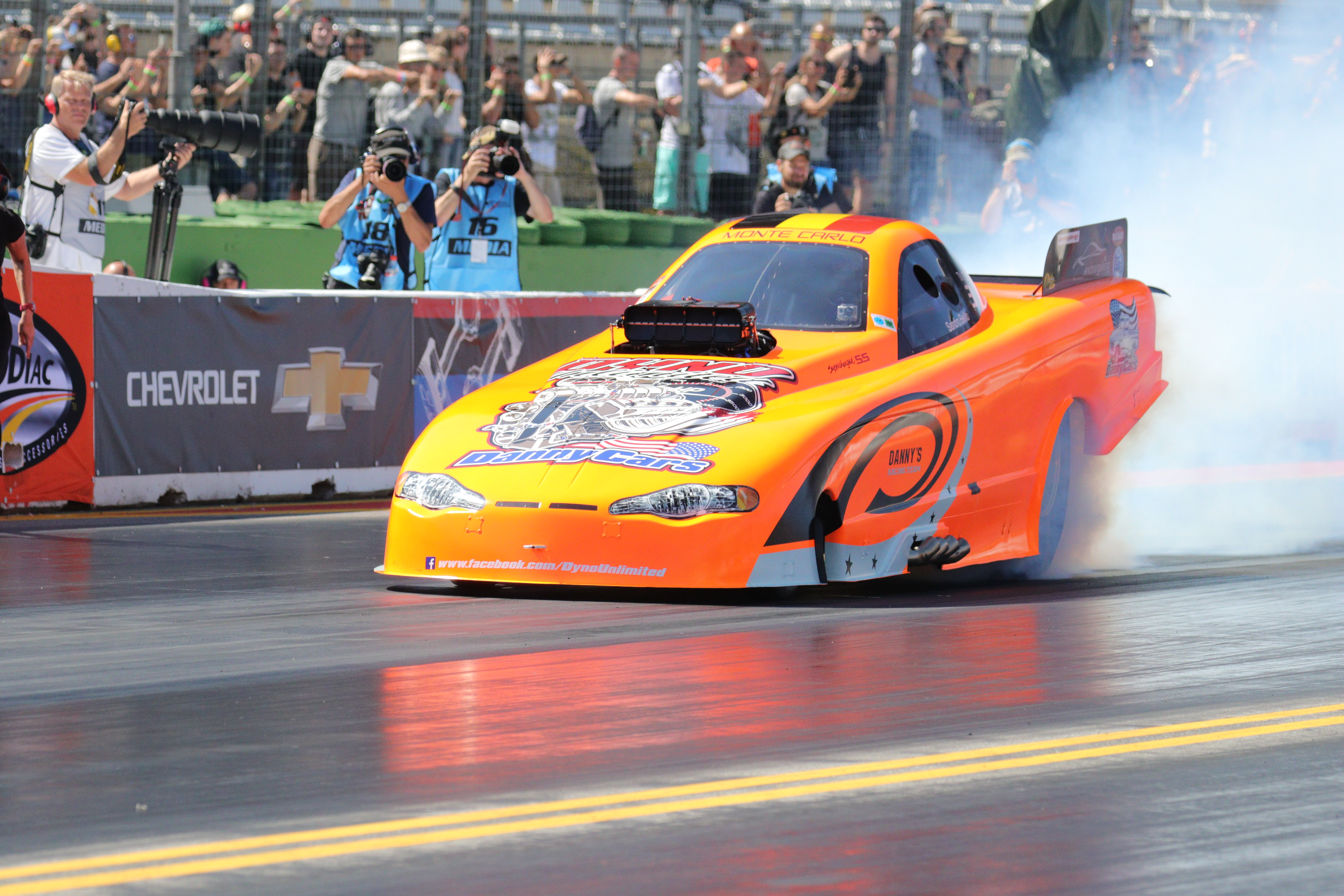
Top Methanol Funny Car beim Burn-out
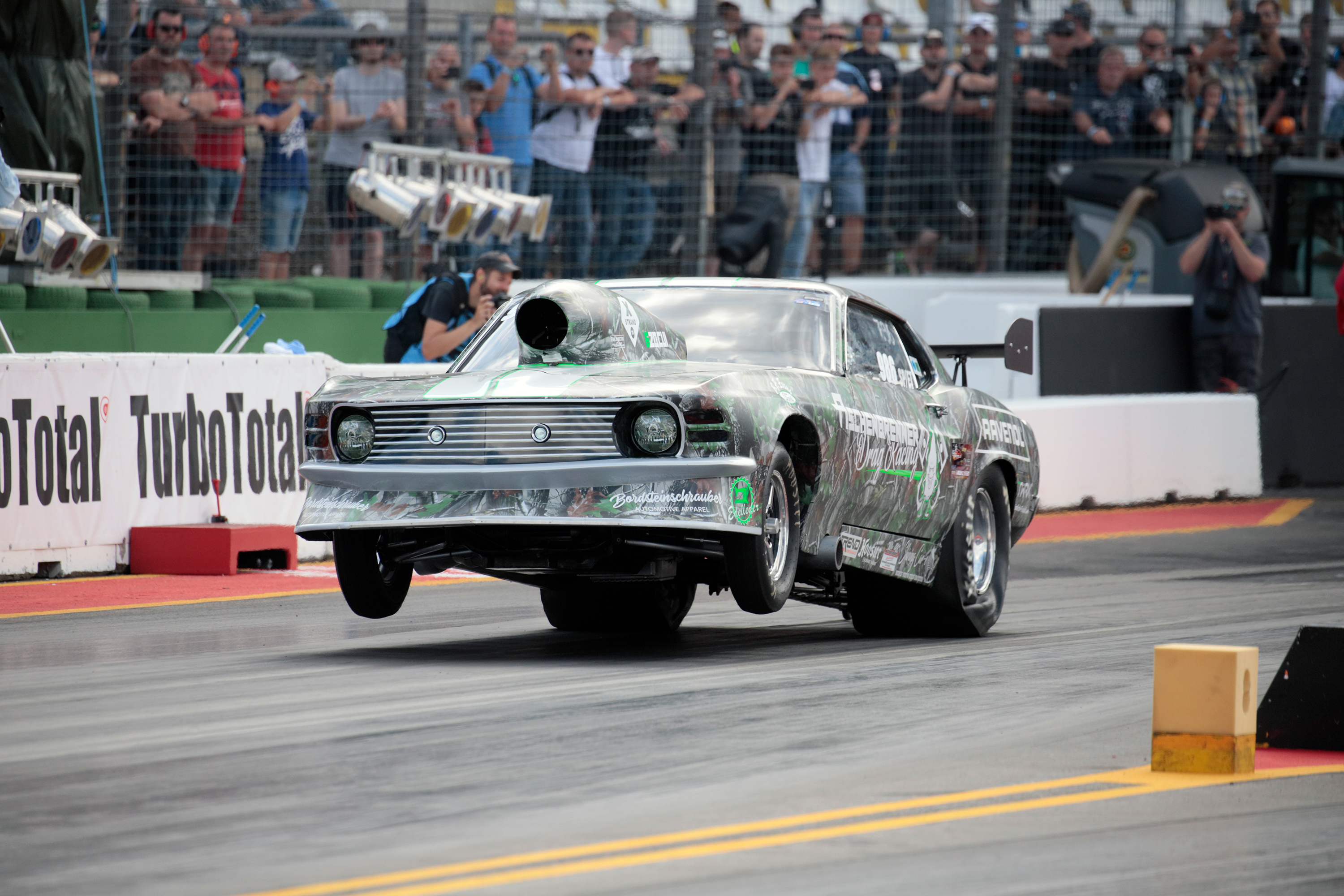
Super Pro ET / Start mit deutlich sichtbarer „Tire Distortion“ am Hinterrad
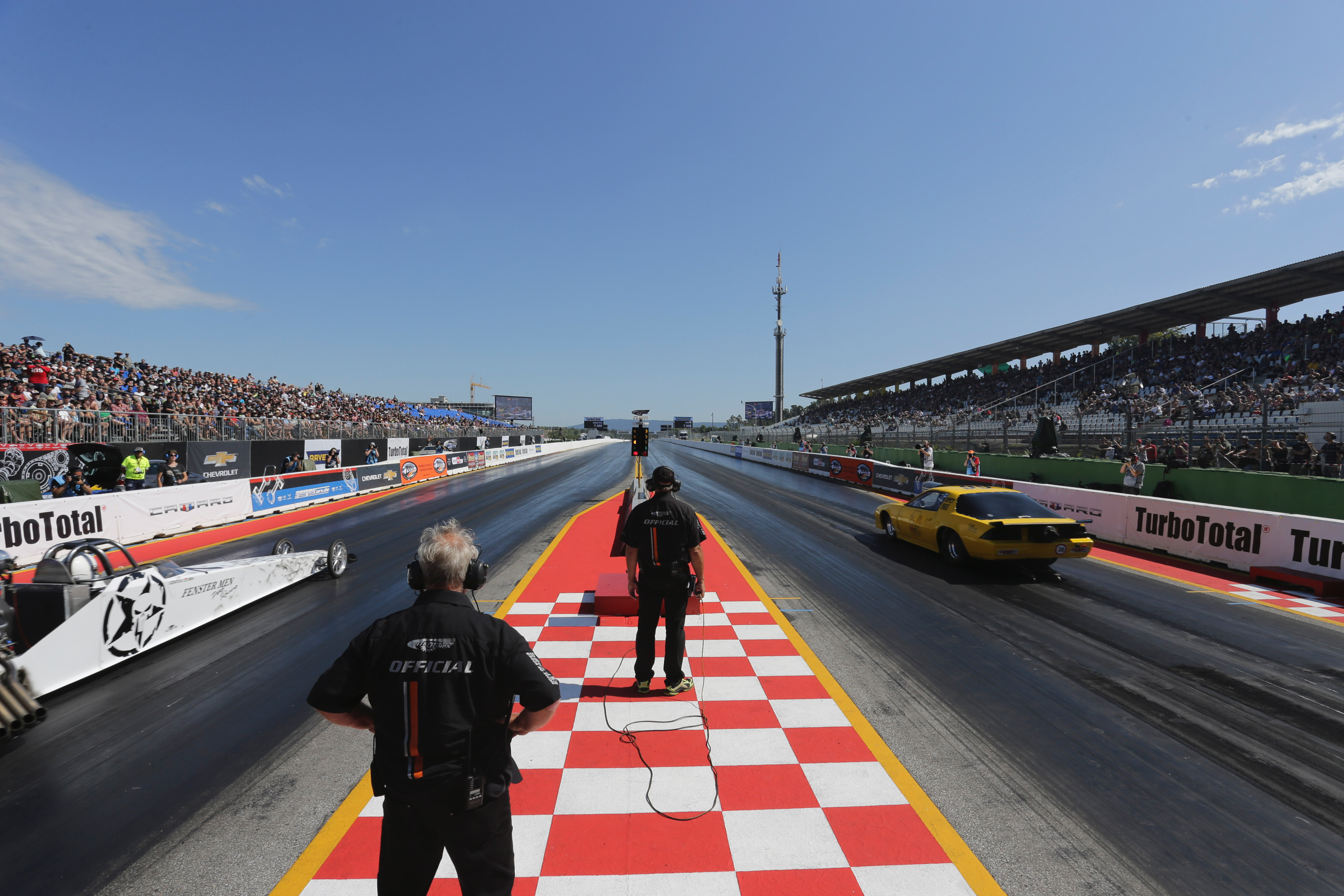
Startende Competition-Dragster, linke Bahn: Rotlicht
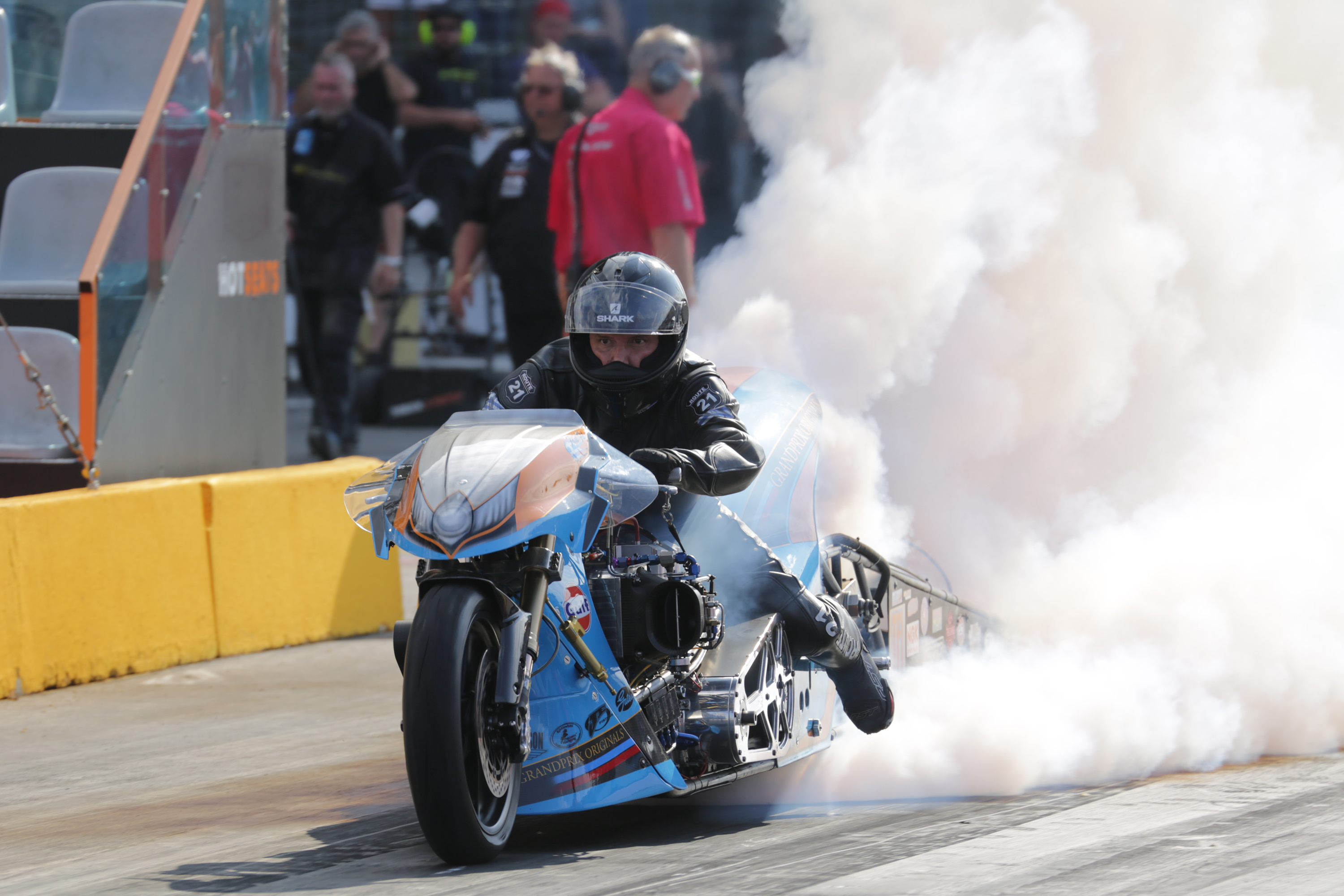
Top Fuel Drag Bike beim Burn-out